# Марк Соосаар
Марк Соосаар (ест. Mark-Toomas Soosaar) — естонський кінорежисер, оператор, сценарист і політик. Був членом X і XI Рійгікогу.
У 1970 році Соосаар закінчив Всесоюзний державний інститут кінематографії. Він працював на Естонському телебаченні Eesti Televisioon з 1970 по 1978 рік і на Tallinnfilm з 1978 по 1991 рік як режисер і оператор, перш ніж переїхати до Пярну та заснувати власну кіностудію Weiko Saawa Film. Нині Марк Соосар є директором Музею нового мистецтва, а також головою засновника Культурного інституту Кіхну.
Марк Соосар також є директором Міжнародного кінофествалю у Пярну
Він є членом Естонської соціал-демократичної партії.